# Bernon
Bernon ist eine französische Gemeinde mit 310 Einwohnern (Stand 1. Januar 2022) im Département Aube in der Region Grand Est (vor 2016 Champagne-Ardenne). Sie gehört zum Arrondissement Troyes und zum Kanton Les Riceys. 

## Geographie
Bernon liegt etwa 29 Kilometer südsüdwestlich von Troyes am namengebenden Flüsschen Bernon. Umgeben wird Bernon von den Nachbargemeinden Vanlay im Norden und Osten, Coussegrey im Südosten und Süden, Lignières im Süden und Westen sowie Chessy-les-Prés im Nordwesten.

## Bevölkerungsentwicklung
| Jahr                       | 1962 | 1968 | 1975 | 1982 | 1990 | 1999 | 2006 | 2011 | 2019 |
| Einwohner                  | 277  | 287  | 237  | 208  | 178  | 196  | 201  | 193  | 164  |
| Quellen: Cassini und INSEE |      |      |      |      |      |      |      |      |      |

## Sehenswürdigkeiten
- Kirche Saint-Winebaud